# Освальдо Арділес
Освальдо Арділес (ісп. Osvaldo Ardiles; нар. 3 серпня 1952, Кордова) — аргентинський футболіст, що грав на позиції півзахисника. По завершенні ігрової кар'єри — футбольний тренер.
Значну частину кар'єри провів у складі «Тоттенгем Готспур», з яким виграв два Кубка Англії і по одному Суперкубку Англії та Кубку УЄФА, а у 1993—1994 роках був менеджером клубу. Також протягом довгого часу був гравцем національної збірної Аргентини, у складі якої став чемпіоном світу.

## Клубна кар'єра
У дорослому футболі дебютував 1973 року виступами за «Інституто» з рідного міста, взявши участь у 14 матчах чемпіонату.
У сезоні 1974 року виступав за «Бельграно», після чого перейшов до «Уракана», де грав по 1978 рік.
Після перемоги на чемпіонаті світу 1978 року Освальдо Арділес і його партнер по команді Рікардо Хуліо Вілья були куплені в англійський «Тоттенгем Готспур». За Освальдо Арділеса «шпори» заплатили 300 000 фунтів — це була одна з найдорожчих угод на той час.
Відіграв за лондонський клуб наступні десять сезонів своєї ігрової кар'єри. Більшість часу, проведеного у складі «Тоттенгем Готспур», був основним гравцем команди. За цей час двічі виборював титул володаря Кубка Англії, ставав володарем Суперкубка Англії та володарем Кубка УЄФА.
Не обійшлося в англійській кар'єрі Освальдо Арділес і без труднощів. У квітні 1982 року він відлетів з Лондона на батьківщину щоб зіграти за збірну, але повернутися в Англію зміг лише в грудні через війну Англії з Аргентиною за Фолклендські острови, яка відлучила Освальдо від футболу на понад вісім місяців. Повернувшись, Освальдо зіткнувся з цілою низкою травм, перша з яких — перелом ноги, ледь не коштувала йому кар'єри. Крім того про виступи хавбека за британський клуб мова на той момент не заходила. З одного боку, він міг зазнати обструкції з боку своїх співвітчизників, а з іншого, Оссі освистували вболівальники суперників «Тоттенхема». Тому лондонці були змушені на один сезон здати свого лідера в оренду французькому «Парі Сен-Жермену».
Через рік Арділес повернувся в столицю Англії та виступав за «шпор» до 37 років. Всього за «Тоттенгем Готспур» Освальдо Сезар Арділес провів 358 матчів у чемпіонаті Англії (16 голів), 32 гри (4 голи) на Кубок Англії, два з яких він виграв, 32 матчі (3 голи) у Кубку Англійської Ліги і 9 матчів (2 голи) в єврокубках.
1988 року Освальдо Арділес перейшов з «Тоттенгем Готспур» в «Блекберн Роверз». Пізніше аргентинець ще виступав у складах «Квінз Парк Рейнджерс» та «Форт-Лодердейл Страйкерс», проте в жодному з клубів надовго не затримувався.
Завершив професійну ігрову кар'єру у клубі «Свіндон Таун» з Другого дивізіону, у якому протягом 1989—1991 років працював граючим тренером.

## Виступи за збірну
1973 року дебютував в офіційних матчах у складі національної збірної Аргентини.
У складі збірної був учасником розіграшу Кубка Америки 1975 року у різних країнах, чемпіонату світу 1978 року в Аргентині, здобувши того року титул чемпіона світу, чемпіонату світу 1982 року в Іспанії.
Протягом кар'єри у національній команді, яка тривала 10 років, провів у формі головної команди країни понад 50 матчів, забивши 8 голів.

## Кар'єра тренера
Тренерську професію Арділес почав освоювати у «Свіндон Таун», після того, як колишній менеджер цього клубу Лу Макарі перейшов у «Вест Гем Юнайтед». Освальдо постарався прищепити «Свіндону» новий, нетиповий для нижчих англійських дивізіонів технічний стиль гри, який вболівальники назвали «самбою». При Арділесі команда часто використовувала дальні удари, жорстко зустрічала суперників у середині поля, намагалася атакувати за допомогою флангового дриблінгу.
Через 10 місяців після того, як «Свіндон» очолив Арділес, клуб домігся свого найвищого досягнення — посів четверте місце в другому дивізіоні та отримав право зіграти в плей-оф за вихід в елітний перший дивізіон, але там зазнав невдачі. Наступного сезону ситуація повторилася: «Свіндон» знову пробився в плей-оф, але з другої спроби все ж здобув перепустку в еліту. Однак через 10 днів з'ясувалося, що у «Свіндона» виникли серйозні фінансові проблеми через фінансові махінації і клуб залишився в Другому дивізіоні.
Тепер перед Арділесом, який залишився у клубі, поставили завдання зберегти прописку клубу, який був змушений розпродати усіх своїх лідерів. Команда Освальдо балансувала над зоною вильоту, але в лютому аргентинця покликали до клубу другого дивізіону «Ньюкасл Юнайтед» і він без вагань погодився. Правда, там його робота не була надто успішною і тривала тільки 12 місяців, після чого Арділес поступився своїм місцем Кевіну Кігану.
У червні 1992 року він прийняв «Вест-Бромвіч Альбіон». Йому вдалося забезпечити вихід клубу у Перший дивізіон, і всі вважали, що після цього успіху контракт з ним буде продовжений. Однак в «Тоттенгемі» вирішили повернути собі свій символ, і він пішов з Вест Броміча, під незадоволення вболівальників та керівництва. Незважаючи на дуже гарний початок, сезон вийшов невдалим. Травми ключових гравців призвели до того, що «Тоттенгем» опинився на 15 місці. Наступний сезон обіцяв бути кращим, пов'язано це було з покупкою знаменитої «п'ятірки»: Тедді Шерінгем та Юрген Клінсманн у нападі, Нік Бармбі трохи позаду, Даррен Андертон на правому і Іліє Думітреску на лівому флангах. Однак, атакуючий стиль Арділес не приніс потрібних результатів. І в жовтні 1994 року, після поразки 0:5 від «Ноттс Каунті» в Кубку Ліги, Арділес був звільнений з посади.
Після цього аргентинський фахівець недовго 1995 року був тренером в мексиканський «Гвадалахарі», після чого став на чолі клубу «Сімідзу С-Палс». В останньому Арділес провів три сезони, вигравши два кубки Японії і навіть був обраний тренером року.

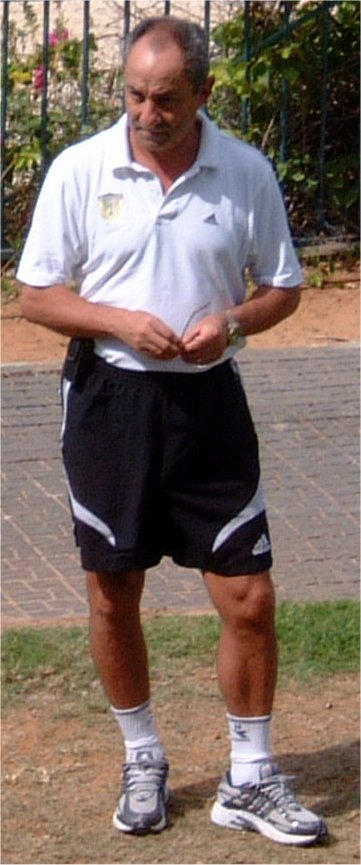
Освальдо Арділес під час тренування «Бейтара» (Єрусалим). 2008 рік

1999 року Освальдо повернувся в Європу, ставши тренером«Кроації». І хоча в Загребі на його рахунку була видатна нічия з «Манчестер Юнайтед» в Лізі Чемпіонів, через політичні інтриги навколо команди Арділес був змушений піти з посади тренера, і знову відправитися на Далекий схід, до Японії. Цього разу він очолив клуб «Йокогама Ф. Марінос». Друга японська епопея Арділес була менш вдалою. Через постійне втручання керівництва клубу у справи тренера, команда виступала нестабільно, хоча і виграла 2000 року під керівництвом Арділеса чемпіонат Японії.
Наступним клубом, який тренував аргентинський фахівець, став «Аль-Іттіхад» з Саудівської Аравії. Спочатку справи там йшли добре, і команда не переставала вигравати матч за матчем. Але незабаром президент клубу, який запросив тренера, пішов з клубу, і новий президент, що не бажав, щоб в разі взяття золота чемпіонату, успіх приписали б його попередникові, повів свою політику, що почалася з звільнення тренера і всіх іноземних легіонерів.
Після цього 2002 року Арділес повернувся на батьківщину, до Аргентини, очоливши «Расинг» (Авельянеда), один з провідних клубів у країні. Спочатку, справи йшли непогано, але незабаром через нещастя, що сталося з батьком одного з провідних гравців клубу, Дієго Міліто, вся команда втратила концентрацію в грі, Расинг став втрачати позиції і винним в цьому зробили тренера, якого і звільнили наступного року.
Після цього Арділес знову повернувся до Японії, де протягом трьох років тренував «Токіо Верді», вигравши з ним Кубок Японії.
Після цього тренував ізраїльський «Бейтар» (Єрусалим), аргентинський"Уракан" та парагвайський «Серро Портеньйо», проте в жодному з клубів надовго не затримався.
Наразі останнім місцем тренерської роботи був японський клуб «Матіда Зельвія», команду якого Освальдо Арділес очолював як головний тренер 2012 року.

## Статистика

### Клубна
| Чемпіонат | Чемпіонат              | Чемпіонат        | Ліга | Ліга |
| Сезон     | Клуб                   | Ліга             | Ігри | Голи |
| Аргентина | Аргентина              | Аргентина        | Ліга | Ліга |
| --------- | ---------------------- | ---------------- | ---- | ---- |
| 1973      | «Інституто»            | Прімера Дивізіон | 14   | 3    |
| 1974      | «Бельграно»            | Прімера Дивізіон | 16   | 2    |
| 1975      | «Уракан»               | Прімера Дивізіон |      |      |
| 1976      | «Уракан»               | Прімера Дивізіон |      |      |
| 1977      | «Уракан»               | Прімера Дивізіон |      |      |
| 1978      | «Уракан»               | Прімера Дивізіон |      |      |
| Англія    | Англія                 | Англія           | Ліга | Ліга |
| 1978/79   | «Тоттенгем Готспур»    | Перший дивізіон  | 38   | 3    |
| 1979/80   | «Тоттенгем Готспур»    | Перший дивізіон  | 40   | 3    |
| 1980/81   | «Тоттенгем Готспур»    | Перший дивізіон  | 36   | 5    |
| 1981/82   | «Тоттенгем Готспур»    | Перший дивізіон  | 26   | 2    |
| 1982/83   | «Тоттенгем Готспур»    | Перший дивізіон  | 2    | 0    |
| Франція   | Франція                | Франція          | Ліга | Ліга |
| 1982/83   | «Парі Сен-Жермен»      | Дивізіон 1       | 14   | 1    |
| Англія    | Англія                 | Англія           | Ліга | Ліга |
| 1983/84   | «Тоттенгем Готспур»    | Перший дивізіон  | 9    | 0    |
| 1984/85   | «Тоттенгем Готспур»    | Перший дивізіон  | 11   | 2    |
| 1985/86   | «Тоттенгем Готспур»    | Перший дивізіон  | 23   | 1    |
| 1986/87   | «Тоттенгем Готспур»    | Перший дивізіон  | 25   | 0    |
| 1987/88   | «Тоттенгем Готспур»    | Перший дивізіон  | 28   | 0    |
| 1987/88   | «Блекберн Роверз»      | Другий дивізіон  | 5    | 0    |
| 1988/89   | «Квінз Парк Рейнджерс» | Перший дивізіон  | 8    | 0    |
| 1989/90   | «Свіндон Таун»         | Другий дивізіон  | 2    | 0    |
| 1990/91   | «Свіндон Таун»         | Другий дивізіон  | 0    | 0    |
| Країна    | Аргентина              | Аргентина        | 143  | 16   |
| Країна    | Англія                 | Англія           | 253  | 16   |
| Країна    | Франція                | Франція          | 14   | 1    |
| Всього    | Всього                 | Всього           | 410  | 33   |

## Титули і досягнення

### Як гравця
- Володар Кубка Англії (2):

«Тоттенгем Готспур»: 1980-81, 1981-82
- Володар Суперкубка Англії з футболу (1):

«Тоттенгем Готспур»: 1981
- Володар Кубка УЄФА (1):

«Тоттенгем Готспур»: 1983-84
- Чемпіон світу (1):

Аргентина: 1978
- Чемпіон США (1):

«Форт-Лодердейл Страйкерс»: 1989

### Як тренера
- Чемпіон Японії (1):

«Йокогама Ф. Марінос»: 2000
- Володар Кубка Джей-ліги (1):

«Сімідзу С-Палс»: 1996
- Володар Кубка Японії (1):

«Токіо Верді»: 2004
- Володар Суперкубка Японії (1):

«Токіо Верді»: 2005

### Особисті
- Найкращий футболіст чемпіонату Англії: 1979
- Найкращий тренер чемпіонату Японії: 1998
- В списку 100 легенд Футбольної ліги

## Цікаві факти
- «Король реггі» Боб Марлі називав Освальдо Арділеса своїм кумиром та вболівав за «Тоттенгем Готспур» через аргентинського півзахисника.
- 7 лютого 2008 року Освальдо Арділес і його співвітчизник Рікардо Хуліо Вілья були включені в Зал Слави «Тоттенгема».
- 1981 року Освальдо Арділес разом з Пеле, Боббі Муром і іншими відомими футболістами взяв участь у зйомках картини Джона Х'юстона "Втеча до свободи», що оповідає по матчі між союзними військовополоненими та нацистами під час Другої Світової війни
- Однією з головних мрій «Оссі», або «Пітона», як його називали в Аргентині, — була виграти Кубок Англії. Цьому присвячена знаменита пісня фанів «Тоттенхем Хотспур» «Ossie's Dream».[7].
- Протягом кар'єри очолював футбольні клуби восьми різних країн.
- На чемпіонаті світу 1982 року Арділес виступав під 1-м номером. У той час у збірній Аргентини номера присвоювалися за алфавітом. Виняток було зроблено лише для Дієго Марадони, який грав під улюбленим 10-м номером. В 2006 ФІФА дозволила виступати на чемпіонатах світу під 1-м номером лише голкіперам.
- Є єдиним аргентинцем, що потрапив в список 100 легенд Футбольної ліги.